# موز قرمز
موز قرمز (به انگلیسی: Red Banana) نوعی از موز است که پوست ارغوانی مایل به قرمز را دارد. آنها کوچک‌تر و چاق و چله تر از موزهای کاوندیش هستند.
وقتی که این موزهای خام خوب برسند مغز میوه آنها کرم مایل به صورتی روشن هستند. این موزها هم چنین نرم‌تر و شیرین تر از موزهای کاوندیش هستند. منشأ بیشتر موزهای قرمز از شرق آفریقا ،آسیا، جنوب آمریکا و امارات متحده عربی هستند.
روش کاشت موز اینجاست

## طبقه‌بندی و نامگذاری

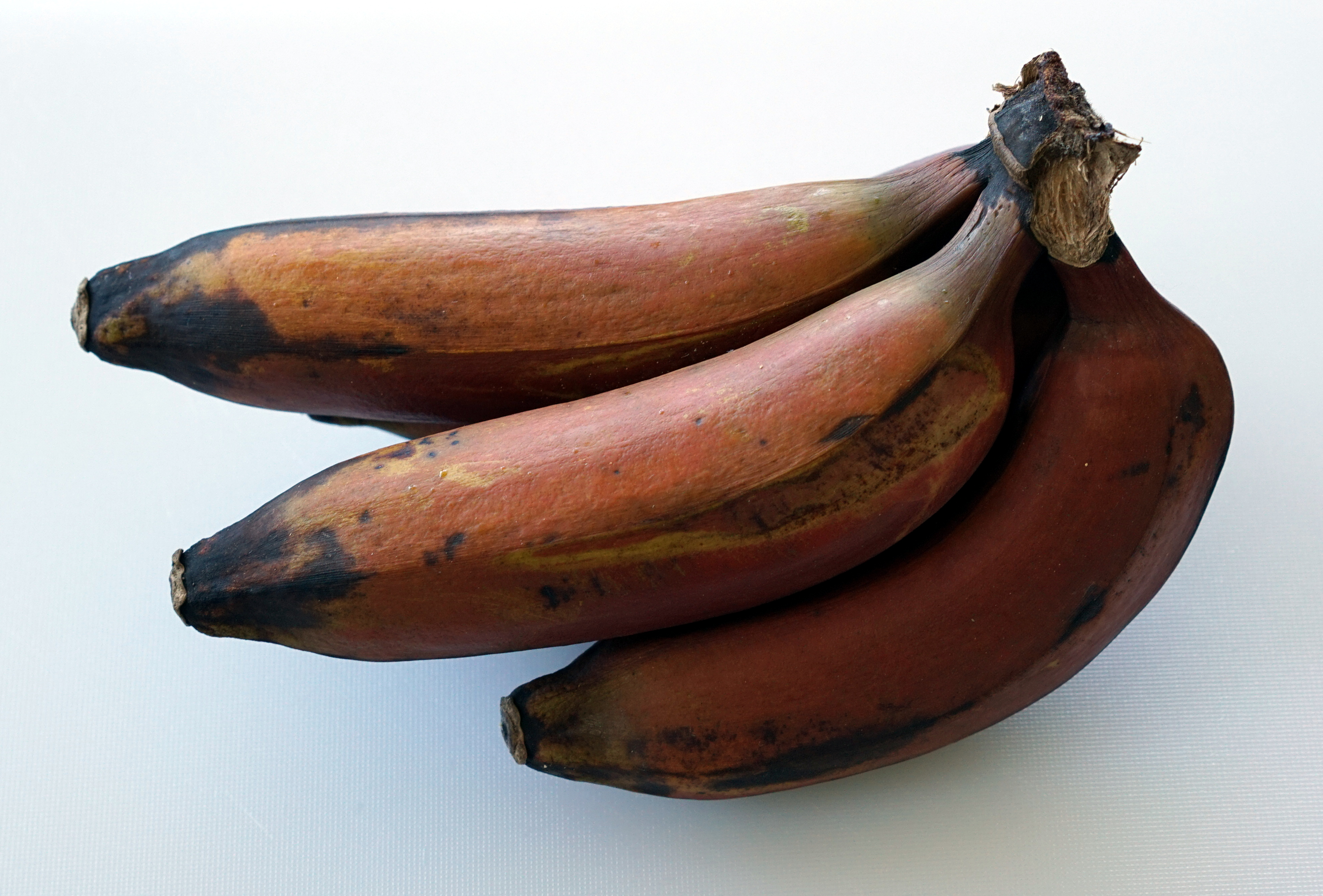
یک دسته موز قرمز رسیده

موزهای قرمز رقم تریپلوئید از موزهای وحشی کاوندیش هستند که به گروه کاوندیش (AAA) تعلق دارند.

## استفاده
موزهای قرمز نیز همچون موزهای زرد به همان روش و با کندن پوست آن مصرف می‌شوند.